# یومگل
یومگل (به لاتین: Jumgal) یک رود در قرقیزستان است که در شهرستان جومگل واقع شده‌است.